# Simon Holmström
Pour les articles homonymes, voir Holmström.
Simon Holmström (né le 24 mai 2001 à Tranås en Suède) est un joueur professionnel de hockey sur glace de nationalité suédoise. Il évolue à la position d'ailier droit.

## Biographie

### Carrière en club
Formé au Tranås AIF, il poursuit son apprentissage dans les équipes de jeunes du HV 71. En 2018, il débute en senior dans la SHL avec le HV71. Lors du repêchage d'entrée dans la LNH 2019, il est choisi au 1er tour, à la 23e position au total par les Islanders de New York. En 2019, il part en Amérique du Nord et est assigné aux Sound Tigers de Bridgeport, club-école des Islanders dans la Ligue américaine de hockey. Le 23 novembre 2022, il dispute son premier match dans la LNH dans la Ligue nationale de hockey avec les Islanders face aux Oilers d'Edmonton. Deux jours plus tard, il enregistre son premier point, une assistance chez les Blue Jackets de Columbus. Le 17 décembre 2022, il marque son premier but dans la LNH face aux Golden Knights de Vegas.

### Carrière internationale
Il représente la Suède en sélections jeunes.

## Statistiques

### En club
| Saison     | Équipe                     | Ligue         |     | Saison régulière | Saison régulière | Saison régulière | Saison régulière | Saison régulière |   | Séries éliminatoires | Séries éliminatoires | Séries éliminatoires | Séries éliminatoires | Séries éliminatoires |
| Saison     | Équipe                     | Ligue         | PJ  | B                | A                | Pts              | Pun              | PJ               | B | A                    | Pts                  | Pun                  |                      |                      |
| 2017-2018  | HV 71 U20                  | J20 SuperElit | 28  | 11               | 19               | 30               | 6                | 6                | 1 | 7                    | 8                    | 2                    |                      |                      |
| 2017-2018  | HV 71                      | SHL           | 1   | 0                | 0                | 0                | 0                | -                | - | -                    | -                    | -                    |                      |                      |
| 2018-2019  | HV 71 U20                  | J20 SuperElit | 21  | 7                | 13               | 20               | 10               | 3                | 1 | 2                    | 3                    | 2                    |                      |                      |
| 2018-2019  | HV 71                      | SHL           | 1   | 0                | 0                | 0                | 0                | -                | - | -                    | -                    | -                    |                      |                      |
| 2019-2020  | Sound Tigers de Bridgeport | LAH           | 46  | 8                | 7                | 15               | 6                | -                | - | -                    | -                    | -                    |                      |                      |
| 2020-2021  | HC Vita Hästen             | Allsvenskan   | 11  | 1                | 1                | 2                | 2                | -                | - | -                    | -                    | -                    |                      |                      |
| 2020-2021  | Sound Tigers de Bridgeport | LAH           | 24  | 4                | 3                | 7                | 4                | -                | - | -                    | -                    | -                    |                      |                      |
| 2021-2022  | Islanders de Bridgeport    | LAH           | 68  | 12               | 31               | 43               | 8                | 6                | 3 | 1                    | 4                    | 0                    |                      |                      |
| 2022-2023  | Islanders de New York      | LNH           | 50  | 6                | 3                | 9                | 0                | -                | - | -                    | -                    | -                    |                      |                      |
| 2022-2023  | Islanders de Bridgeport    | LAH           | 16  | 3                | 2                | 5                | 4                | -                | - | -                    | -                    | -                    |                      |                      |
| 2023-2024  | Islanders de New York      | LNH           | 75  | 15               | 10               | 25               | 14               | 3                | 0 | 0                    | 0                    | 0                    |                      |                      |
| Totaux LNH | Totaux LNH                 | Totaux LNH    | 125 | 21               | 13               | 34               | 14               | 3                | 0 | 0                    | 0                    | 0                    |                      |                      |

### En équipe nationale
| Année | Équipe    | Compétition                  |   | PJ | B | A | Pts | Pun           |  | Résultat |
| 2019  | Suède U18 | Championnat du monde -18 ans | 7 | 3  | 3 | 6 | 0   | Médaille d'or |  |          |
| 2021  | Suède U20 | Championnat du monde junior  | 5 | 0  | 5 | 5 | 2   | 5e place      |  |          |